# Ibn Al-Murahal
Ibn Al-Murahal fue un jurista y poeta árabe del siglo XIII, procedente de Fez. Posteriormente se trasladó a Ceuta, y finalmente a Faro (Portugal), donde residió de forma definitiva.